# Hopfenpellet

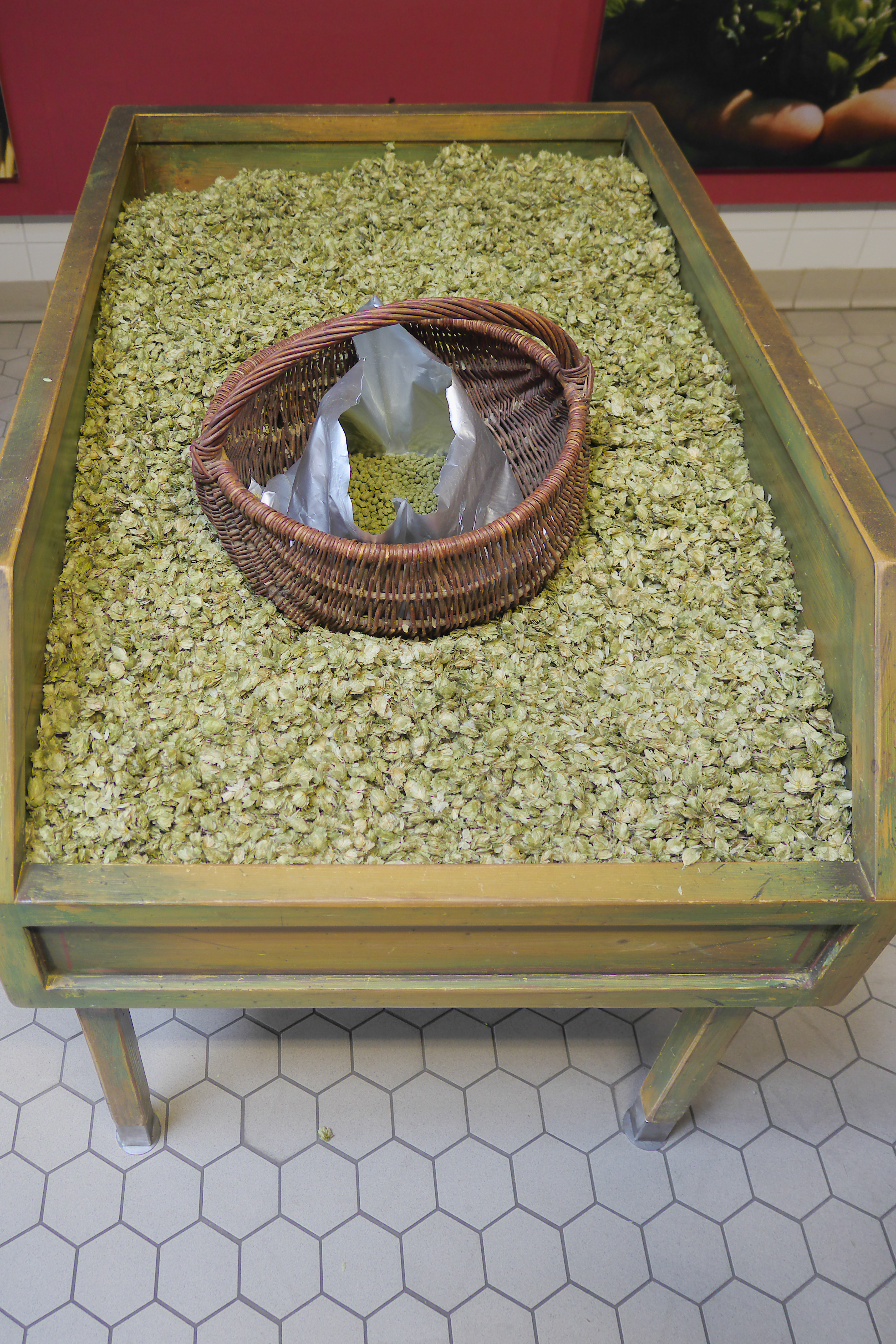
Getrocknete Dolden und Pellets (in der Mitte)

Bei Hopfenpellets handelt es sich um Pellets aus Hopfen, die bei der Bierherstellung den früher üblichen Einsatz der ganzen Dolden weitgehend verdrängt haben. Die Dosierung der für den Brauprozess benötigten Hopfenbitterstoffe wird durch die Pellets wesentlich erleichtert.
Bei der Herstellung der Pellets werden die Dolden vermahlen und anschließend gepresst. Man unterscheidet hierbei zwischen Pellets vom Typ 90 und Typ 45.
Bei den Pellets vom Typ 90 werden ca. 90 % der Bestandteile des Rohhopfens bzw. der Dolde zu Pellets verpresst. Die Qualität und die Inhaltsstoffe, insbesondere die Hopfenbitterstoffe, entsprechen somit denen des verwendeten Rohhopfens.
Die Pellets vom Typ 45 sind ihrem Bitterwert standardisiert und es werden nur ca. 45 % der Doldenbestandteile verpresst. Hierzu werden vor dem Pressen die unerwünschten Anteile wie Blätter und Stiele von den erwünschten Bestandteilen der Dolde getrennt und anschließend neu vermischt.
Über die Dosierung der erwünschten Bestandteile wird eine standardisierte Bitterkeit der Hopfenpellets erzielt.